# دهو (میناب)
دهو، روستایی در دهستان سرباران بخش تیاب شهرستان میناب در استان هرمزگان ایران است.
این روستا در مسیر جاده میناب به بندر تیاب واقع شده‌است. فاصله دهو تا مرکز دهستان (بندر تیاب) ۶ کیلومتر و تا مرکز بخش و مرکز شهرستان(شهر میناب) ۱۵ کیلومتر می‌باشد.

## در منابع مکتوب
در فرهنگ جغرافیایی ایران، دهو چنین تعریف شده‌است:
دهو، ده، مرکز دهستان، بخش میناب، شهرستان بندرعباس. ۱۵ کیلومتری جنوب باختری میناب. ۱ کیلومتری جنوب راه فرعی میناب.
جلگه. گرمسیر مالاریائی. سکنه ۱۶۰۰.شیعه. فارسی. آب از رودخانه. محصول خرما، مرکبات. شغل زراعت. راه مالرو.
مزارع گشنو. لردیان جزء این ده است. دبستان دارد.
همچنین:
دهو، نام یکی از دهستان‌های هشت‌گانه بخش میناب شهرستان بندرعباس و در جنوب میناب واقع است. محدود است از شمال به دهستان بهمنی. از خاور به دهستان حومه. از جنوب به دهستان سیریک. از باختر به دریای عمان.
در ساحل دریا واقع. هوای آن گرم مرطوب. مالاریائی است. آب از رودخانه میناب. محصول خرما. شغل سکنه زراعت، صید ماهی. زبان مادری فارسی. مذهب شیعه است.
از ۲۱ آبادی بزرگ و کوچک تشکیل شده جمعیت آن ۱۳۲۶۵ نفر است. مرکز دهستان قریه دهو. قراء مهم آن کناراسماعیل، بندزرک، گلشوار، کولغ کاشی است.
تعاریف فوق مربوط به قبل از سال ۱۳۳۹ خورشیدی است، که در آن زمان هنوز میناب شهرستان نشده بود و دهو یکی از دهستان‌های بخش میناب و تابعه شهرستان بندرعباس بود. در تغییرات تقسیمات کشوری در سال ۱۳۳۹ خورشیدی، بخش میناب به شهرستان ارتقاء پیدا کرد و از شهرستان بندرعباس منفک گردید.
پس از آن دهستان‌های میناب نیز تغییر پیدا کرد و دهستان دهو و دهستان بهمنی منحل و به جای آن‌ها دهستان تیاب به مرکزیت بندرتیاب و دهستان گوربند به مرکزیت روستای گوربند تابع بخش مرکزی شهرستان میناب تأسیس گردید.
روستای دهو که زمانی مرکز دهستان دهو بود، اکنون یکی از روستاهای دهستان تیاب می‌باشد.

## محله‌ها
این روستا دارای وسعتی در حد یک شهر است و دارای محله‌های زیادی به نام‌های ۱. پاتمپ (پاتنب) ۲. علی‌آباد ۳. نوبند ۴. پا قلعه ۵. کهنه اوشا (محله قدیم) ۶. چاه بغان ۷. پازیارت ۸. پابرج ۹. پک پک ۱۰. لردیون ۱۱. شهرک خلیج فارس و . . . می‌باشد.
شهرک خلیج فارس محله‌ای جدید در ابتدای خیابان اصلی (خیابان ولیعصر) روستای دهو است. اراضی این محله که قبلاً بایر و غیر مسکونی و جزء اراضی ملی بود، با پیگیری‌های دهیار سابق روستای دهو(هرمزی)، توسط بنیاد مسکن انقلاب اسلامی نقشه‌کشی و قطعه بندی و به متقاضیان زمین واگذار گردید؛ که تقریباً از سال ۱۳۹۰ ساخت و ساز در آن شروع شد و از ۱۳۹۳ اولین خانوارها در آن ساکن شده‌اند.

## امکانات دولتی و عمومی
با توجه به میزان جمعیت و تعداد خانوار و وسعت این روستا، امکانات قابل توجهی نسبت به روستاهای دیگر، به روستای دهو اختصاص یافته‌است. در ذیل به برخی از آن‌ها اشاره می‌شود:
مراکز آموزشی پسرانه و دخترانه از مقطع دبستان تا دبیرستان (مقاطع متوسطه اول و متوسطه دوم)، مرکز تلفن و دفتر خدمات ارتباطی، تلفن ثابت خانگی و اینترنت پر سرعت ADSL، دهیاری، ایستگاه آتش‌نشانی، ۲ واحد خانه بهداشت، دکل‌های مخابراتی همراه اول و ایرانسل، پایگاه مقاومت بسیج، ۳ عرصه زمین فوتبال، باجه بانک ملت و خودپرداز، کتابخانه عمومی، سالن ورزشی سر پوشیده، سالن آمفی تئاتر (در حال ساخت)، پارک تفریحی و کودک و …
نقشه‌برداری گازرسانی به این روستا و روستاهای دهستان تیاب، در تابستان ۱۳۹۴ انجام شده‌است که در آینده گاز لوله‌کشی به این روستا خواهد رسید.

## شغل مردم
تا کنون آماری رسمی از نرخ اشتغال و بیکاری این روستا منتشر نشده‌است، اما به نظر می‌رسد که بیش از ۹۰٪ نیروی کار دهو در مشاغل دائم و موقت مشغول به کار هستند.
بر خلاف بیشتر روستا‌های ایران، که شغل عمده مردم کشاورزی و دامداری است، در روستای دهو زراعت و باغداری و نخلستان به دلیل خشکسالی‌های پی در پی کاملاً از بین رفته‌است و دامداری نیز بسیار محدود است. اما به دلیل نزدیکی دهو به  بندرتیاب و دریا، هنوز مشاغل مرتبط با دریا از جمله صیادی، ملوانی، بازرگانی و داد و ستد با کشورهای حوزه خلیج فارس خصوصاً کشور امارات متحده عربی، رونق دارد.
همچنین تعداد قابل توجهی از اهالی این روستا کارمند ادارات دولتی و بخش عمومی هستند، که در این میان می‌توان کارمندان آموزش و پرورش، کارمندان بانک و پرسنل سپاه پاسداران انقلاب اسلامی و … را نام برد.
تعداد پیشه وران (کاسب) روستای دهو که در شهر میناب مشغول به کار هستند نیز قابل توجه است. عده‌ای از اهالی نیز به وسیله کار بر روی وسایل نقلیه ارتزاق می‌کنند.

## نحوه دسترسی به روستا
برای رسیدن به دهو می‌توان از جاده ۹۱ استفاده کرد. فاصله این روستا تا جاده ۹۱ پانزده کیلومتر است.
جاده میناب-بندرتیاب در میدان دفاع مقدس (دوراهی تیاب) شهر میناب، از جاده ۹۱ منشعب می‌گردد. در کیلومتر ۱۵ جاده میناب-بندرتیاب، روستای دهو واقع گردیده‌است.

## موقعیت تاریخی
این روستا در مسیر یکی از کریدورهای قدیمی است که خلیج فارس را به جاده ابریشم متصل می‌سازد. این کریدور که از بندر تیاب (هرموز) شروع می‌شود، با عبور از روستای دهو به شهر میناب می‌رسد و با گذر از رودان و کهنوج و جیرفت و کرمان، نهایتاً به جاده ابریشم متصل می‌گردد. مارکو پلو تاجر و جهانگرد ونیزی در سفر به چین، هنگامی که به ایران رسید، قصد داشت سفرش را با کشتی ادامه دهد، پس با عبور از روستای دهو به هرموز (بندر تیاب) که بندر بزرگ تجاری و بازرگانی آن زمان جنوب ایران بود و با بندر سیراف برابری می‌کرد، رسید ولی به دلیل اینکه کشتی‌های چوبی (لنج) هرموز را نپسندید و اعتقاد داشت که امنیت ندارند، از سفر دریایی منصرف گردید، و از طریق زمینی به سفرش ادامه داد، اما در بازگشت از چین، از طریق بندر تیاب (هرموز) وارد ایران شد و با عبور از روستای دهو و مسیر کریدور مذکور به ایتالیا بازگشت.

## جمعیت
بر پایه سرشماری عمومی نفوس و مسکن در سال ۱۳۹۵، جمعیت این روستا برابر با ۳٬۶۹۳ نفر (۱٬۰۲۳ خانوار) بوده‌است.